# Jairo Aurelio Ampudia Perea
Jairo Aurelio Ampudia Perea (Cali, Valle del Cauca, Colombia, 14 de febrero de 1966) Es un exfutbolista colombiano. Jugaba de defensa lateral izquierdo y actualmente es director técnico del Club Deportivo Internacional DIFERAM.

## Biografía
Hizo su debut jugando para el América de Cali en 1985, club con el cual fue campeón del torneo colombiano ese mismo año, y subcampeón de la Copa Libertadores en 1987 frente al Peñarol de Uruguay. Jugó para el América de Cali hasta 1991, en 1992 pasó a ser jugador del Bucaramanga y posteriormente ese mismo año sería jugador de Millonarios. Para la siguiente temporada volvería a las filas del América en donde sería nuevamente campeón.
Entre sus virtudes dentro del terreno de juego se destacaban la fuerza, la movilidad, la potencia y la velocidad, asimismo una de sus mayores cualidades fue la de su potente disparo de larga distancia, lo que lo llevó a marcar 48 goles en el torneo colombiano, resaltando uno que le marco a Millonarios de medio campo en el último minuto del encuentro. 
Jugó con la selección Colombia el Sudamericano Juvenil de 1985 celebrado en Paraguay y posteriormente el Mundial Sub-20 URSS 1985.
Fue internacional con la selección Colombia de mayores en 2 partidos amistosos, contra El Salvador en 1997 y contra Noruega ese mismo año. 
También jugó en el partido de despedida de Jorge Bermúdez.
Se retiró en el año 1998 jugando para el Deportivo Cali, tras una de las transacciones más altas de la época en el torneo colombiano.
Fue director técnico del equipo Niches FC durante 11 años, equipo que participó en la Copa El País.
Actualmente es el director deportivo del Club Deportivo Internacional DIFERAM, club del cual es uno de los accionistas.

## Clubes
| Club                 | País     | Temporadas |
| -------------------- | -------- | ---------- |
| América de Cali      | Colombia | 1985- 1991 |
| Unión Magdalena      | Colombia | 1991       |
| Atlético Bucaramanga | Colombia | 1992       |
| Millonarios          | Colombia | 1992       |
| América de Cali      | Colombia | 1993       |
| Cúcuta Deportivo     | Colombia | 1994       |
| Junior               | Colombia | 1995- 1996 |
| Cortuluá             | Colombia | 1996- 1998 |
| Deportivo Cali       | Colombia | 1998       |

## Palmarés

### Torneos nacionales
| Título              | Club            | País     | Año  |
| ------------------- | --------------- | -------- | ---- |
| Primera División    | América de Cali | Colombia | 1985 |
| Categoría Primera A | América de Cali | Colombia | 1986 |
| Categoría Primera A | América de Cali | Colombia | 1990 |
| Categoría Primera A | Deportivo Cali  | Colombia | 1998 |